# Гювінкяа
Гю́вінкяа (фін. Hyvinkää, шв. Hyvinge) — місто в провінції Уусімаа, що у Фінляндії. 50 км до м. Гельсінкі. Населення — 46 903 мешканців (2023).

## Історія
Виникло як залізничне поселення 1861. У 1880-их відкрито санаторій з легеневим профілем. Сільський муніципалітет Гювінкяа створено в 1917 році. Під час Другої світової війни місцеве летовище було базовим для ВПС Фінляндії.
Статус міста отримав 1960. Належить до важливих центрів столичної агломерації Гельсинкі.
У місті знаходиться Фінський залізничний музей. Найбільша туристична прикмета — лютеранська Церква Гювінкяа (Hyvinkään kirkko), збудована архітектором Аарно Руусувуорі (1961).
Також Гювінкяа є батьківщиною фінського репу — тут 1989 утворився культовий хіп-хоп гурт Raptori.

## Влада
Міська рада Гювінкяа складається з 51 депутата. Після місцевих виборів 2025 року, в міській раді є 16 депутатів із Соціал-демократичної партії, 13 — з Національної коаліції, 5 з Істинних фінів, 5 з Зеленого союзу, 5 з Фінляндського центру, та 2 з Християнських демократів.
Місто Гювінкяа поділено на жж районів: Віеремя, Парантола, Мустамянністе, Агденкалліо, Тегдас, Віертола, Кір'яватолппа, Свейтсі, Саганмякі, Круунунпуйсто, Паавола, Вегкоя, Гакала, Мяківегкоя, Мартті, Гакаланмякі, Гювінкяанкюля, Нумменкяркі, Вангамюллю, Куумола, Кіттеля, Гакакалліо, Каукас, Метсякалтева, Палойоки, Танссікалліо, Мартінлегто, Тапайнлінна, Капула, Такоя, Нумменмякі, Кютяя та Калліоноппо.

## Відомі люди
- Еса Саарінен (Esa Saarinen), фінський філософ
- Вяйно Вягякалліо (Väinö Niilo Vähäkallio), фінський архітектор
- Гелена Шерфбек (Helene Schjerfbeck), фінська художниця-модерніст